# D-zentral
Das Projekt d-zentral.tv wurde 2004 von der Deutschen Rockmusik Stiftung als Nachfolgeprojekt von „2. Aufschlag“ ins Leben gerufen. Sechs Jahre lang produzierte die d-zentral Redaktion ein monatliches TV-Musikmagazin über die deutsche Musikszene abseits des Mainstreams. Vorwiegend unbekannte Bands und Künstler wurden, anhand von Musikvideos, Livemitschnitten oder CD Rezensionen, vorgestellt.
Seit 2010 bietet d-zentral mediale Dienstleistungen im Bereich Videoproduktion an.
Im Juli 2004 gewann d-zentral den eMIL-Award 2004 in der Kategorie „Nachwuchs“. Der eMIL-Award ist ein Kreativ-Wettbewerb der Region Hannover.

## d-zentral als medialer Dienstleister
d-zentral bietet folgende audiovisuelle Dienstleistungen an:
- Konzertaufnahmen und Livemitschnitte
- Musikvideos
- EPKs (Elektronische Pressemappe) und Showreels
- Trailer und Imagefilme
- Dokumentationen
- DVD-Menü Entwicklung

## Projekte und Projektpartner
Einige langjährige Partner sind:
- MusikZentrum Hannover gGmbH
- LAG Rock in Niedersachsen e. V.
- Deutscher Musikrat
- Local Heroes e. V.
- Arbeitskreis Open Flair e.V.
- Musikland Niedersachsen gGmbH
- Stadt Hannover
- Gundlach
- Zoo Hannover

Folgende Projekte werden unter anderem unterstützt:
- PopCamp: Deutschlandweites Bandcoaching-Projekt vom Deutschen Musikrat. D-zentral übernimmt hierbei die so genannte 3. Arbeitsphase, in welcher Musikvideos und EPKs mit den teilnehmenden Bands produziert werden.
- Showbox: Niedersächsisches Bandcoaching-Projekt der LAG Rock in Niedersachsen, bei welchem EPKs und Musikvideos für die teilnehmenden Bands produziert werden.
- PopToGo
- Planet Video ein Bandcoaching-Projekt der LAG Rock in Niedersachsen
- Local Heroes
- Open Flair Festival: Produktion von Livemitschnitten, Festivalimpressionen und des offiziellen Festivaltrailers. Hierbei arbeitete d-zentral bereits mit Bands und Künstlern wie The Hives, Korn, Deichkind, Die Ärzte und den Beatsteaks zusammen.
- Dokumentationen:

In folgenden Themenbereichen wurden unter anderem bereits Dokumentationen erstellt:
- Kinder- und Jugendprojekte
- Gewaltprävention
- Kreativitätstraining